# 김아기
김아기(金阿只, 1787년 ~ 1839년 5월 24일)는 조선의 천주교 박해 때에 순교한 한국 천주교의 103위 성인 중에 한 사람이다. 세례명은 아가타(Agatha)이다.
1839년 기해년 천주교 박해의 첫번째 처형식이 5월 24일 한양 서소문에서 거행되었다. 그날 순교한 이들은 남자가 세 명 여자가 여섯 명으로 도합 아홉 명이었다. 그들 중 김업이 막달레나와 김아기 아가타 그리고 한아기 바르바라 이렇게 세 명의 여성은 3년전에 체포되어 옥살이를 하고 있었다.

## 생애
김아기는 천주교와 아무런 연관이 없는 집안에서 나고 자랐다. 또한 그녀는 그러한 집안으로 시집을 갔다. 1791년에 윤지충 바오로와 권상연 야고보가 자신들의 조상의 신주를 불태워 버린 연유로 참수 당한 신해박해가 일어난 후였기 때문에, 당시에 천주교는 이교로 치부되었다. 하지만, 또 다른 박해가 일어나는 것은 시간문제일 뿐이었고, 1801년의 신유박해로 이어졌다. 김아기와 그의 남편은 천주교의 교리를 배울 기회가 없었고 위험에 휩쓸리게 하는 것으로 알고 있었으므로 그것에 아무런 관심을 보이지 않았다. 그들은 유교를 지키며 살았다.
그러나, 어느날 그녀의 친정 언니가 찾아왔는데, 독실한 천주교 신자가 되어 있었다. 김아기의 집 마루에는 커다란 뒤주가 있었고 그 위에 조상의 신주가 올려져 있었다. 벽에는 기이한 그림도 붙어 있었다. 김아기의 언니는 그것들을 악의 극치로 여겨, 동생에게 말했다. "대체 너의 집에 두고 있는 그것들이 뭐야? 불필요한 미신일뿐이야. 모두 내다 버리고 다신 그것들을 믿지 마." "내가 뭘 할 수 있겠어? 나는 그것들을 믿는 사람과 결혼했는데." "이 세상을 다스리시는 분은 오직 한 분이야. 그리스도시지. 너 또한 어둠에서 깨어나 진실을 배우고 실천할 때가 왔어."
언니의 말을 들은 김아기는 심한 열망을 경험했다. 그녀는 언니의 말에 동의하였고 그녀 주변의 현실을 무시할 수 없어서 집안의 신주와 그림을 모두 불태워 버렸다. 그 전까지 그녀는 교회와 아무련 관계가 없는 집안에서 살았다. 그러나, 그녀는 하느님의 진리를 따라 올바르게 살기로 결정했기 때문에 여생에 어떠한 곤경이 찾아오더라도 기꺼이 받아들이기로 결심했다.
김아기는 천주교 교리를 늦게 배웠지만, 그녀의 열정은 빠르게 자라났다. 그녀는 아무리 노력해도 아침 기도와 저녁 기도를 외울 수 없었기 때문에, 머리가 좋지 못한 것으로 보였고, 결국 그녀는 "예수와 마리아" 외에는 아무것도 모르는 여인으로 알려졌다.
1836년 9월에 김업이와 한아기가 체포되었다. 김아기가 그들과 함께 체포되었는지 그녀의 집에서 체포되었는지는 확실치 않지만, 아무튼 그들 세 명은 같은 날에 구금되었다.
감옥에서 그들은 몇몇 다른 천주교인들의 무리 중에 있는 자신들을 발견했다. 주교의 제의를 숨겨 두었다가 고발된 남명혁 다미아노와 십자고상을 만들어 팔다가 고발된 권득인 베드로, 남편과 자식의 배교에도 불구하고 감옥에 남은 박아기 안나 그리고 이호영 베드로와 그의 누나 이소사 아가타도 투옥된 것이었다.
첫번째로 심문을 받은 사람은 박아기였다. 그녀는 고문에도 굴복하지 않았다. 그녀는 "제 남편과 제 아들이 배교한 것이 뭐 어때서요! 저는 저의 신앙을 지키고 그것을 위해 죽기를 택했습니다."라며 태연히 형리에게 말했다.
다음은 한아기였다. 그녀는 박아기보다 결코 적지 않은 용기로 고문을 견뎠고, 형리들이 고문을 끝냈을 때, 그녀의 몸은 피투성이가 되어 있었다. 그동안, 김업이는 포장에게 천주교 교리를 설명하는 것으로 그녀의 신앙을 증언하고 있었다.
다음은 김아기가 부름받았다. "네가 천주교회를 믿는다는 것이 사실이냐?" "저는 예수와 마리아 밖에는 아는 것이 없습니다." "예수와 마리아를 버려서 네 목숨을 구할 수 있다면, 그들을 버릴 수 있겠느냐?" "그들을 버릴 바에야 차라리 죽겠습니다."
그리고 그녀는 고문에도 불구하고, 그녀의 마음을 돌리려는 데에 설득 당하지 않았다. 그 광경을 본 포장은 그들을 감옥으로 이송시켰다. 다른 천주교도 수감자들이 김아기를 보고는 기분 좋게 그녀를 반겼다. "여기 예수와 마리아밖에 모르는 김아기 아가타가 오셨다." 김아기는 교리와 기도문을 외우지 못하는 무능함 때문에 그 전까지는 세례를 받지 못하였다. 그녀는 박해의 기간 동안에 옥중에서 세례를 받은 첫번째 인물이다.
세례는 그녀에게 새로운 힘을 주었으며 그녀는 그 힘으로 혹독한 고문과 형벌을 견뎌냈다.
모든 심문과 재판이 끝난 후, 1839년 5월 11일에 남명혁과 권득인 그리고 박아기에게 사형 선고가 내려졌다. 다음날에는 이광헌 아우구스티노와 박희순 루치아 또한 사형 선고를 받았다.
김업이와 한아기 그리고 김아기가 천주교 신앙을 버리기를 거부함으로 인하여 사형 선고를 받기까지는 사흘간의 심의가 더 있었다.
마침내 1939년 5월 24일이 찾아왔다. 그날의 사건은 조신철 가롤로에 의해 다음과 같이 묘사 되었다.:
| “ | 정해진 날에 보통 키의 사람보다 더 큰 십자가가 세워진 소달구지들이 감옥으로 보내졌다. 모두들 준비가 되어 있었고, 포졸들은 사형수들을 끌고 나와 그들의 팔과 머리카락을 십자가에 결박했다. 발받침대에 그들의 발이 놓여졌고, 출발 신호가 떨어졌다. 그들이 서소문 앞의 내리막길에 왔을 때, 포졸들은 갑자기 발받침대를 치워 버렸고, 달구지꾼들은 소들이 곧바로 내리뛰도록 다그쳤다. 길은 거칠은 자갈밭이었으므로, 달구지가 덜컹거리며 팔과 머리카락이 십자가에 묶인 죄수들에게 극심한 고통을 야기했다. 그 내리막길 밑에 사형장이 있었다. 포졸들은 죄수들을 십자가에서 끌어내리고 그들의 옷을 벗겼다. 망나니들은 그들의 머리카락을 들보에 묶은 뒤 그들의 목을 베었다. | ” |

십수세기 전에 예수가 십자가에서 숨을 거둘 때와 같은 시간인 오후 세 시에, 아홉명의 순교자가 영관을 썼다. 형법에 따라서 시신들은 사흘간 사형장에 방치되었다.
당시를 기록한 형조 문서에는 이렇게 쓰여져 있다.:
| “ | 4월 12일, 아무런 죄도 없는 이광헌과 권득인 등이 그릇된 종교를 추종하였기 때문에 처형받았다. | ” |

앵베르 주교는 다음과 같이 기술했다.:
| “ | 4월 27일의 새벽에 우리는 가까스로 시신들을 되찾았다. 우리는 내가 일찍이 마련해 둔 묘지에 그 순교자들의 시신을 묻었다. 나는 유럽식으로 그들에게 좋은 옷을 입히고 값비싼 향수를 뿌리고 성유를 발라주고 싶었다. 그러나, 우리는 가난했고 그런 식으로 시신들을 입히는 것은 신자들에게 부담이 될 것이 뻔했기 때문에, 우리는 그들을 겨우 멍석으로 감쌌다. 지금 우리는 천국에 많은 보호자를 모셨다. 나는 조선에 종교의 자유가 찾아올 것이라고 믿으며, 그 날이 오면, 이 시신들은 귀중한 유산이 될 것이다. | ” |

## 시복 · 시성
김업이 막달레나와 김아기 아가타 그리고 한아기 바르바라는 1925년 7월 5일에 로마 성 베드로 대성당에서 교황 비오 11세가 집전한 79위 시복식을 통해 복자 품에 올랐고, 1984년 5월 6일에 서울특별시 여의도에서 한국 천주교 창립 200주년을 기념하여 방한한 교황 요한 바오로 2세가 집전한 미사 중 이뤄진 103위 시성식을 통해 성인 품에 올랐다.

## 참고 문헌
- (영어) Catholic Bishop's Conference Of Korea. 103 Martryr Saints: 김아기 아가타 Agatha Kim A-gi 보관됨 2014-10-06 - 웨이백 머신